# Vidocq (film uit 2001)
Vidocq is een Franse detectivefilm uit 2001 van regisseur Pitof. In de hoofdrol speelt Gérard Depardieu als Eugène François Vidocq.
De film viel op doordat het de eerste fantasiefilm is die volledig werd opgenomen met digitale cinematografie (CineAlta-camera).
Muziek voor de aftiteling werd verzorgd door de Finse band Apocalyptica.

## Verhaal
Wanneer privedetective Eugène Vidocq een mysterieus persoon achtervolgt met een cape en gespiegeld masker, komt hij om het leven. Op het laatste moment krijgt Vidocq het ware gelaat van de alchemist te zien.
Étienne Boisset, een journalist, schrijft een biografie over Vidocq. Hij wil de onderste steen naar boven halen en de moord op Vidocq onderzoeken om zijn verhaal af te ronden en het boek dat hij schrijft uit te brengen.
Gedurende Boissets onderzoek vallen er ook andere slachtoffers door toedoen van de gemaskerde alchemist. Na een achtervolging in de glasfabriek, neemt de alchemist zijn masker af. Vidocq blijkt zijn eigen dood in scene te hebben gezet om de echte moordenaar te pakken.

## Rolverdeling
| Acteur             | Personage       |
| ------------------ | --------------- |
| Gérard Depardieu   | Vidocq          |
| Guillaume Canet    | Étienne Boisset |
| Inés Sastre        | Préah           |
| André Dussollier   | Lautrennes      |
| Édith Scob         | Sylvia          |
| Isabelle Renauld   | Marine Lafitte  |
| Moussa Maaskri     | Nimier          |
| Jean-Pierre Gos    | Tauzet          |
| Jean-Pol Dubois    | Belmont         |
| André Penvern      | Veraldi         |
| Gilles Arbona      | Lafitte         |
| Jean-Marc Thibault | Leviner         |
| François Chattot   | Froissard       |

## Prijzen en onderscheidingen
Vidocq werd in 2001 op het "Sitges Festival Internacional de Cinema de Catalunya" gehuldigd als beste film, evenals in de categorieën make-up, originele soundtrack, visuele effecten en de Citizen Kane Award voor beste nieuwe film.
Verder ontving de film de Grand Prix voor Europese fantasiefilms in zilver en won een prijs voor beste speciale effecten op het Fantasporto Festival in 2002.